# Andreas Sofokleous
Andreas Sofokleous (in greco: Ανδρέας Σοφοκλέους; Limisso, 7 settembre 1973) è un ex calciatore cipriota, di ruolo difensore.

## Carriera

### Club
Ha trascorso tutta la carriera in club ciprioti.

### Nazionale
Ha giocato 5 partite per la Nazionale cipriota tra il 1998 e il 1999.